# Víctor Perales
Víctor Raúl Perales Aguilar (ur. 7 listopada 1990 w Fresnillo) – meksykański piłkarz występujący na pozycji środkowego obrońcy.

## Kariera klubowa
Perales jest wychowankiem akademii młodzieżowej Centro de Sinergia Futbolística (CESIFUT) z siedzibą w Ciudad Lerdo (w której terminowali niegdyś między innymi Oribe Peralta, Juan Carlos Medina czy Rodolfo Salinas). W czerwcu 2009 wraz z dziesięcioma innymi absolwentami CESIFUT przeniósł się do belgijskiego trzecioligowca 
KRC Mechelen, którego właścicielem był meksykański przedsiębiorca Salvador Necochea Albores. Tam spędził rok, jednak na koniec sezonu 2009/2010 spadł z Mechelen do czwartej ligi belgijskiej. Bezpośrednio po tym powrócił do ojczyzny, gdzie niebawem znalazł zatrudnienie w zespole Chivas de Guadalajara. Do seniorskiej drużyny został włączony w wieku dwudziestu jeden lat przez szkoleniowca Johna van ’t Schipa, po dwóch latach gry w trzecioligowych rezerwach – Chivas Rayadas. Pierwszy mecz rozegrał w niej 26 września 2012 z trynidadzkim W Connection (1:1) w ramach Ligi Mistrzów CONCACAF, zaś w Liga MX zadebiutował trzy dni później w przegranym 0:1 spotkaniu z Pachucą. Ogółem w Chivas grał przez dwa lata, głównie jednak jako rezerwowy.
Latem 2014 Perales został wypożyczony do zespołu Tiburones Rojos de Veracruz, gdzie spędził kolejne półtora roku, jednak pełnił wyłącznie rolę głębokiego rezerwowego i zaledwie dwukrotnie pojawił się na ligowych boiskach. Bezpośrednio po tym zasilił drugoligową ekipę Venados FC z miasta Mérida.
| Sezon     | Klub                        | Kraj   | Rozgrywki        | Mecze | Bramki |
| --------- | --------------------------- | ------ | ---------------- | ----- | ------ |
| 2009/2010 | KRC Mechelen                | Belgia | Derde klasse     |       |        |
| 2010/2011 | Chivas Rayadas              | Meksyk | Segunda División | 14    | 1      |
| 2011/2012 | Chivas Rayadas              | Meksyk | Segunda División | 37    | 8      |
| 2012/2013 | Chivas de Guadalajara       | Meksyk | Liga MX          | 17    | 0      |
| 2013/2014 | Chivas de Guadalajara       | Meksyk | Liga MX          | 9     | 0      |
| 2014/2015 | Tiburones Rojos de Veracruz | Meksyk | Liga MX          | 2     | 0      |
| 2015/2016 | Tiburones Rojos de Veracruz | Meksyk | Liga MX          | 0     | 0      |
| 2015/2016 | Venados FC                  | Meksyk | Ascenso MX       |       |        |